# Piano Man (sang)
Piano Man er en sang skrevet og fremført af den amerikanske sanger og sangskriver Billy Joel. Den blev udgivet som single i USA den 2. november 1973 og indgår på Joels album af samme navn, Piano Man, der udkom samme år. Sangen fortælles fra synsvinklen af en pianist, der spiller i en bar, hvor han skildrer de forskellige stamgæster og deres liv.
Inspirationen til nummeret kommer fra Joels egne oplevelser som barpianist i Los Angeles i perioden 1972–1973. Han tog jobbet som lounge-musiker for at komme væk fra sit daværende pladeselskab i New York City, Family Productions, som han var kontraktligt bundet til. Dette skete efter den begrænsede kommercielle succes med debutalbummet Cold Spring Harbor (1971).
Joels første store hit, "Piano Man", toppede som nummer 25 på Billboard Hot 100- hitlisten i april 1974.   Efter Joels gennembrud som populær musiker med udgivelsen af The Stranger blev den en af hans mest kendte sange.
I 2013 blev sangen optaget i Grammy Hall of Fame .  I 2015 valgte Library of Congress "Piano Man" til bevaring i National Recording Registry på grund af dens "kulturelle, historiske og kunstneriske betydning". 

## Oversigt

### Sangens baggrund
Piano Man er Billy Joels personlige og fiktivt farvede fortælling om sine oplevelser som pianospiller på en bar i Los Angeles, hvor han i seks måneder i 1972-73 underholdt gæster i den nu lukkede Executive Room i Wilshire-distriktet.  I et foredrag på Inside the Actors Studio fortalte Billy Joel, at han forlod New York på grund af en konflikt med sit daværende pladeselskab og derfor boede tre år i Los Angeles sammen med sin første kone. For at kunne betale regningerne tog han job som pianist på baren Executive Room, men da han ikke kunne optræde under sit eget navn, arbejdede han under pseudonymet 'Bill Martin' – en kombination af hans fornavn og mellemnavn (hans fulde navn er William Martin Joel). 
Joel har fortalt, at alle sangens karakterer er baseret på virkelige personer.  Joel var flyttet fra New York til Los Angeles for at indspille sit debutalbum Cold Spring Harbor, som blev ødelagt af en teknisk fejl i masteringen, begået af producerne hos Family Productions – det første pladeselskab, der havde skrevet kontrakt med ham. Efter denne dårlige oplevelse ønskede Joel at skifte til Columbia Records, men den oprindelige kontrakt gjorde det yderst vanskeligt. Han har senere fortalt, at han 'gemte sig' i en advokatforening, mens Columbias jurister arbejdede på at få ham ud af aftalen med Family Productions. 

### Indhold
Versene i sangen synges fra en barklaverspillers synsvinkel og fokuserer primært på den "almindelige flok", der "skubber sig ind" i baren klokken ni en lørdag aften: en gammel mand, bartenderen John, servitricen, forretningsmænd og stamgæster som "ejendomsforfatteren" Paul og marinesoldaten Davy. De fleste af disse karakterer bærer på knuste eller uopfyldte drømme, og pianistens rolle er at hjælpe dem med at "glemme livet et stykke tid", som teksten lyder. Han tjener sine penge, når gæsterne "sidder i baren og lægger brød i min krukke og siger: 'Mand, hvad laver du her?'". Omkvædet, skrevet i bar-along-stil, synges af bargæsterne selv: "Syng os en sang, / Du er pianist; / Syng os en sang i aften. / Nå, vi er alle i humør til en melodi, / Og du har fået os til at føle os godt tilpas." Joel har bemærket, at teksternes femlinjede struktur minder mere om en limerick end et traditionelt digt. 

## Popularitet
Singlen nåede ind på Billboard Top 40 i april 1974 som nummer 30,  og toppede til sidst som nummer 25, hvilket gjorde den til Joels første top 40-hit. I Canada toppede sangen som nummer 10 og etablerede Joel som en stjerne der.
I starten var "Piano Man" et moderat hit i USA. Men efter udgivelsen af Joels album The Stranger i 1977 blev sangen en af hans mest kendte og elskede sange. 
Under den første Face to Face-turné med Elton John og Joel blev begivenheden promoveret i reklamer som " Rocket Man møder Piano Man". 
"Piano Man" blev rangeret som nummer 421 på Rolling Stones liste over de 500 bedste sange nogensinde i 2004. Ultimate Classic Rock placerede den som nummer 63 på sin liste over "Top 100 klassiske rocksange".
"Piano Man" blev i 2015 udvalgt som en af 25 lydoptagelser, der skulle bevares af Library of Congress National Recording Registry, fordi de var "kulturelt, historisk eller æstetisk betydningsfulde". 
Udover at have solgt mere end fem millioner eksemplarer alene i Amerika, er "Piano Man" Joels mest streamede sang på Spotify (933+ millioner  ) og YouTube (251+ millioner  ).
Amerikanske seere blev rasende, da CBS afbrød midt i Billy Joels sang under udsendelsen af hans 100. koncert i Madison Square Garden, sendt søndag den 14. april 2024 som en del af hans residency. Koncerten blev vist med forsinkelse, og flere lokale stationer afbrød pludselig til nyhederne. CBS forklarede hændelsen som en "timingfejl", idet koncertspecialen var blevet forsinket 30 minutter på grund af længere dækning af Masters Tournament. Kanalen lovede at genudsende hele programmet senere på ugen.  En genudsendelse af hele showet blev sendt den 19. april, og fejlen var blevet rettet.
På sit album Poodle Hat fra 2003 parodierede Weird Al Yankovic "Piano Man" med "Ode To a Superhero", som humoristisk opsummerede filmen Spider-Man fra 2002.

## Eksterne links
- "Piano Man" Music Video på YouTube / ⒞1985 Sony BMG channel